# Kitty Pryde
Katherine Anne Pryde, més coneguda com a Kitty Pryde, és una superheroïna de ficció que apareix en còmics nord-americans publicats per Marvel Comics, habitualment en associació amb els X-Men. El personatge va aparèixer per primera vegada a Uncanny X-Men #129 (publicat el 1979, amb data de portada gener de 1980) i va ser co-creat per l'escriptor-artista John Byrne i Chris Claremont.
Com mutant, Pryde té una capacitat de "fase" que la permet, així com els objectes o persones amb les que està en contacte, fer-se immaterials. Aquest poder també pertorba qualsevol camp elèctric per on passa i li permet caminar per l'aire.
La persona més jove que es va unir als X-Men, va ser adoptada com a "germana petita" per molts dels membres més grans del grup, i feia el paper de floret literari pels personatges més establerts. Ocasionalment utilitzava els noms de codi de Sprite i Ariel, passant per diversos uniformes fins a establir-se amb el seu uniforme de marca negre i daurat. A la minisèrie Kitty Pryde and Wolverine, va ser rebatejada com Shadowcat, l'àlies amb la qual seria més associada i va canviar a una representació més madura en les seves posteriors aparecions. Va ser un dels principals personatges a la sèrie original d'Excalibur. Després de formar part dels Guardians of the Galaxy, va assumir la identitat superheroica del seu promès com a Star-Lord. A partir de la sèrie Marauders, és coneguda informalment com a capitana Kate Pryde i Red Queen (Reina Vermella) del Hellfire Trading Company.
A la sèrie de pel·lícules dels X-Men, Kitty va ser interpretada per joves actrius en cameos: Sumela Kay a X-Men (2000) i Katie Stuart a X2 (2003). Ellen Page va interpretar-la a X-Men: La decisió final (2006) i a X-Men: Days of Future Past (2014). Va ser classificada al número 47 a la llista dels millors 100 herois de còmic d'IGN.

## Historial de publicacions
Kitty Pryde es va introduir en el títol The X-Men com a resultat d'un dictamen editorial que el còmic suposava que representava una escola per mutants. El coargumentista i artista John Byrne va nomenar Kitty Pryde com una companya de classe que va conèixer a l'escola d'art de l'Alberta College of Art and Design de Calgary el 1973. Li havia dit a Pryde que li agradava el seu nom i li va demanar permís per utilitzar-lo, prometent posar-li el seu nom al seu primer personatge original de còmics que creés. Byrne va dibuixar el personatge perquè s'assemblés lleugerament a un adolescent Sigourney Weaver.
La fictícia Kitty Pryde va aparèixer per primera vegada a Uncanny X-Men #129 (1979) per l'escriptor Chris Claremont i el coargumentista i artista Byrne, com una nena de 13 anys molt intel·ligent. Claremont va dir que diversos elements de la personalitat del personatge van ser derivats dels de la filla de l'editora de The X-Men, Louise Simonson, Julie. Claremont i Byrne van convertir el nou personatge en un membre dels X-Men en ple dret al número #139, on va rebre el nom de "Sprite". Va tenir un paper protagonista als números #141–142 a la història "Days of Future Past" (Dies del futur passat), on és posseïda pel seu jo més madur, la consciència de la qual viatja en el passat per evitar un extermini massiu de mutants. La minisèrie de sis números Kitty Pryde and Wolverine (1984-1998), escrita per Claremont, és una història de primera època en què madura des d'una adolescent a una dona jove, adoptant el nou nom de "Shadowcat".
A finals dels anys 80, es va incorporar al super equip britànic Excalibur, on va romandre durant deu anys aproximadament abans de tornar als X-Men. Al començament dels anys 2000, va desaparèixer del focus després de retirar-se com a superheroi. Va ser presentada a la mini sèrie Mekanix del 2002 i va tornar als principals còmics de X-Men del 2004 sota la ploma de Joss Whedon a Astonishing X-Men. Va romandre als títols dels X-Men fins al 2008, quan va desaparèixer de la Terra aproximadament dos anys. Després de tornar, rescatada per Magneto a Uncanny X-Men escrit per Matt Fraction. Poc després va aparèixer a Wolverine and the X-Men escrits per Jason Aaron i més endavant als All-New X-Men de Brian Michael Bendis.
A principis del 2015, es va unir als Guardians of the Galaxy. Després de l'esdeveniment de les noves Secret Wars, va adoptar el seu nou àlies, Star-Lord (primer es va creure que era Star-Lady).
El 2020, es va revelar que Kitty Pryde era bisexual. El seu cocreador, Chris Claremont, va dir que sempre havia volgut que aquest fos el cas, tenint en compte Rachel Summers com un possible interès amorós per a Pryde. Tanmateix, Claremont va dir que no se li va permetre mostrar això en aquell moment, com va afirmar al podcast "Xplain the X-Men" el 2016.
La popularitat de Shadowcat va tenir un efecte profund en la vida de la veritable Kitty Pryde: aquesta última va quedar tan desbordada per l'atenció dels fanàtics de Shadowcat, que va abreujar el seu nom a KD Pryde per evitar l'associació amb el seu homòleg de ficció. Des de llavors, ha declarat que té diversos sentiments sobre la seva fama, dient que valora els còmics de Byrne pel seu entreteniment i el seu valor artístic, però desitja que més gent l'aprecïi per alguna cosa més que pel nom de Shadowcat.

## Biografia del personatge de ficció
Katherine Anne "Kitty" Pryde va néixer a Deerfield, Illinois, fill de Carmen i Theresa Pryde. Ella és una jueva estatunidenca asquenazita i el seu avi patern, Samuel Prydeman, va ser detingut en un camp de concentració nazi durant la Segona Guerra Mundial. La Kitty va començar a tenir mal de cap als tretze anys, cosa que va precedir l'aparició dels seus poders mutants. Hi van contactar tant Charles Xavier dels X-Men com la Reina Blanca del Hellfire Club, Emma Frost, tots dos esperant reclutar-la per a les seves respectives causes. La Kitty estava nerviosa per Frost, observant que la Reina Blanca la mirava com si fos "alguna cosa bona per menjar". Es va sentir millor amb Xavier i els tres X-Men que l'escoltaven, fent-se ràpidament amiga de Ororo Munroe. Ororo va dir a la Kitty qui era realment i sobre els X-Men, cosa que va fer que l'adolescent encara estigués més entusiasmada per assistir a l'escola de Xavier.
La seva conversa es va interrompre quan ells (juntament amb Wolverine i Colossus) van ser atacats per mercenaris blindats a l'ús de Frost i el Hellfire Club. Els X-Men van derrotar els seus assaltants, però van ser sotmesos pels poders telepàtics de la Reina Blanca immediatament després. En la confusió, Kitty va ser separada dels X-Men, i no capturada juntament amb ells. Va coneguir contactar Ciclop, Phoenix i Nightcrawler. Amb l'ajuda de Dazzler i Pryde, aquest X-Men van rescatar els seus companys d'equip del Hellfire Club.
La Reina Blanca semblava morir en la batalla, la qual cosa significava que ja no competia amb Xavier per l'aprovació dels pares de Kitty. Els pares de la Kitty feia més d'un dia que no havien sentit parlar d'ella, perquè durant aquest temps estava sent perseguida pels homes del Hellfire Club i després treballava amb els X-Men per salvar els seus amics. L'únic que sabien era que la Kitty havia marxat amb els "estudiants" d'en Xavier a prendre un refresc, s'havien informat que la botiga de refrescos havia estat atacada i la Kitty havia desaparegut des d'aleshores. Per tant, estaven enfadats amb en Xavier quan finalment va tornar amb la Kitty. Al principi, semblava que no hi havia cap possibilitat que la Kitty pogués assistir a l'escola i unir-se als X-Men. Phoenix va utilitzar el seu considerable poder telepàtic per esborrar els records dels pares de la Kitty i plantar-ne de falsos, donant lloc a un canvi complet en la seva actitud cap a Xavier. A la Kitty se li va permetre matricular-se a l'escola d'en Xavier amb la benedicció dels seus pares, convertint-se en el membre més jove de l'equip.

### Unint-se als X-Men
Kitty es va unir als X-Men, i va assumir inicialment la identitat disfressada de Sprite. A principis de la seva carrera com a X-Man, el jo adult de Kitty d'un futur alternatiu va prendre possessió del seu cos en el present per ajudar els X-Men a frustrar l'assassinat del senador Robert Kelly per part del segona Brotherhood of Evil Mutants. Poc després, la Kitty va derrotar en solitari un dimoni N'Garai. La Kitty també va assistir breument a la Massachusetts Academy de la Reina Blanca quan els seus pares es va convencer que havia d'estar amb estudiants de la seva edat, però després d'un intent fallit de sotmetre els X-Men, Frost va revocar l'admissió de Kitty.
Durant els seus anys d'adolescència, la Kitty va fomentar una sèrie de relacions estretes amb altres persones a l'escola i als X-Men. Es va enamorar de Colossus i es va fer amiga íntima de la seva germana petita Illyana Rasputin. Inicialment incòmode amb Nightcrawler i altres mutants amb deformitats físiques, la Kitty finalment va superar les seves pors i es va fer amiga íntima d'ell. La Kitty també va fer amistat amb Lockheed, un extraterrestre molt intel·ligent semblant a un drac, que la va seguir a casa després d'un missió a l'espai exterior. Lockheed és extremadament lleial a la Kitty, i tots dos comparteixen un vincle psíquic. Wolverine es va convertir en una mena de mentor de la Kitty malgrat la seva personalitat habitualment brusca. Storm va arribar a veure en Kitty com la filla que mai va tenir.
Tot i que Xavier va reassignar la Kitty als New Mutants, un equip de mutants més joves que va establir en absència dels X-Men, des que els X-Men van tornar de l'espai exterior, mai va acabar unint-se al grup, que ella anomenava amb burla els "X-Babies", tot i que algun dels seus membres eren més grans que ella mateixa. Kitty va ser segrestada posteriorment pels Morlocks i gairebé obligada a casar-se amb Caliban. Després va ser segrestada per la Reina Blanca, però rescatada pels New Mutants.
Durant aquest temps, Kitty va començar a sortir amb Colossus, encara que això no va durar gaire. Colossus va desenvolupar sentiments per una dona extraterrestre anomenada Zsaji a qui va conèixer al planeta del Beyonder a les primeres Secret Wars (Guerres Secretes). Els sentiments de Colossus cap a Zsaji eren principalment un efecte secundari de les seves pròpies habilitats de curació úniques, que ella havia utilitzat amb ell després que es va ferir. Independentment, els sentiments de Colossus eren reals i va tornar a la Terra consumit pel dolor després de la mort de Zsaji. Va admetre a Kitty que estimava Zsaji, cosa que la va ferir profundament i va acabar amb la incipient relació romàntica. Kitty havia fet bona amistat amb un noi local de Salem Central anomenat Doug Ramsey durant aquesta època, però els seus sentiments per ell mai van ser tan profunds com els seus per ella, i mai van arribar a sortir, encara que es van mantenir a prop, encara més després que l'estatus de Doug com a mutant va ser revelat i es va unir als New Mutants amb el nom en clau Cypher. Van romandre amics fins a la seva mort un temps després.

### Ogun

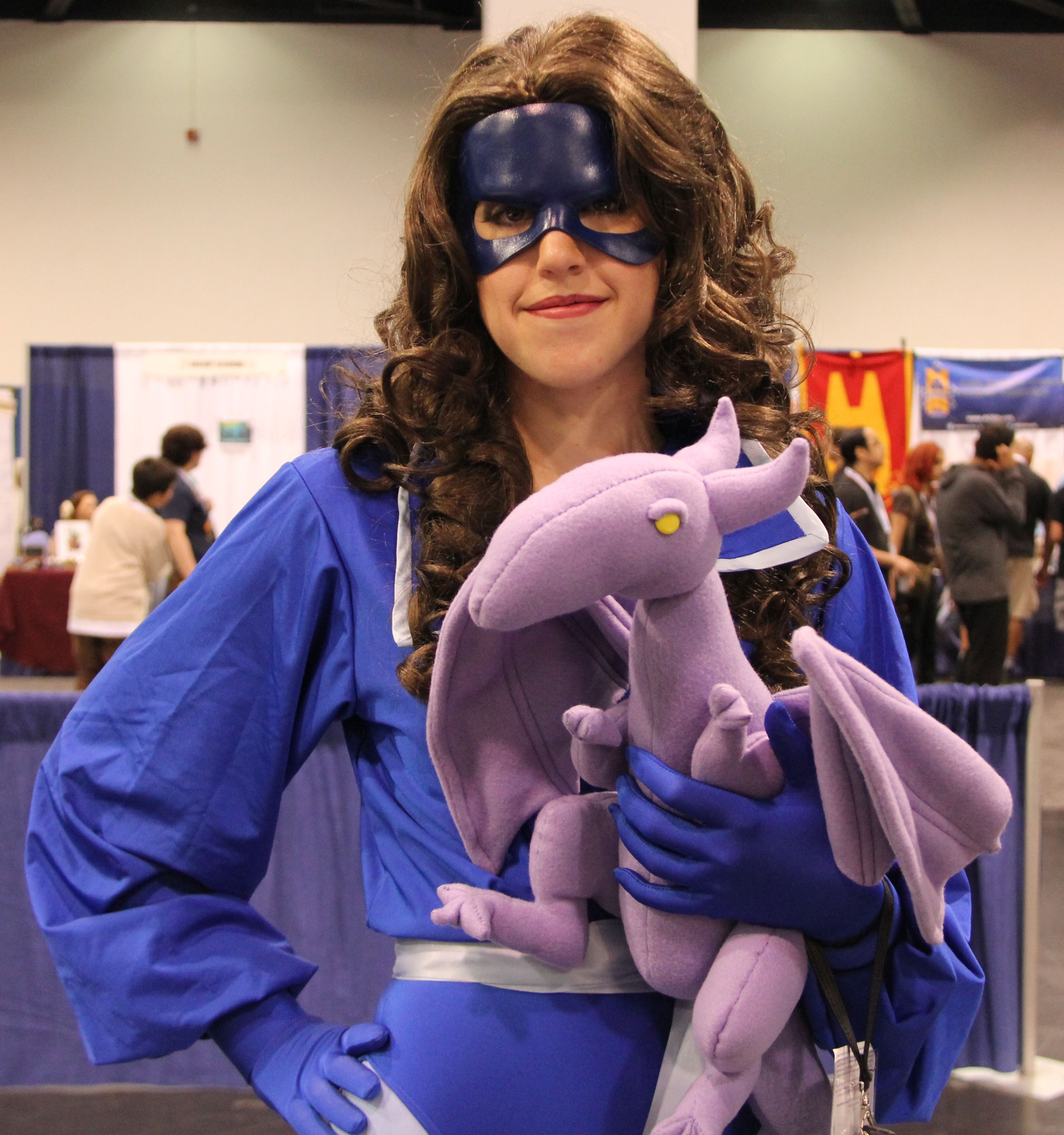
Cosplay de Kitty Pryde amb una rèplica del seu uniforme de Shadowcat amb el drac Loockhed

Durant la minisèrie Kitty Pryde and Wolverine (1984–1985), la Kitty va ser posseïda per un dimoni, el ninja Ogun. Ogun atorga psíquicament a Kitty una vida virtual d'entrenament d'arts marcials. Ogun li va rentar el cervell a Kitty perquè es convertís en una assassina ninja i va ser enviada a atacar a Wolverine, ferint-lo de gravetat. La Kitty és capaç de resistir la influència d'Ogun amb l'ajuda de Wolverine, i els dos formen un fort vincle professor/estudiant, que els ajuda a vèncer a Ogun. Quan Kitty torna als X-Men, ja no és la noia innocent que van conèixer, i adopta oficialment el nom en clau Shadowcat.

### Mutant Massacre
Mentre intentava salvar a Rogue, Kitty va ser greument ferida per la llança energètica de Harpoon durant l'arc de la història de Mutant Massacre, a la massacre dels morlocks, amb el resultat que va perdre el control del seu poder i es va quedar atrapada en un estat intangible sense poder recuperar la seva solidesa. Va ser traslladada a l'Illa de Muir juntament amb altres supervivents de la massacre que seran ateses per Moira MacTaggert. MacTaggert va poder evitar que l'estat de Kitty es deteriorés fins al punt que perdés completament la substància física i deixés d'existir, però no va poder fer més per ajudar-la.
En aquest moment, l'estat natural de Kitty era intangible. Allà on abans havia de fer un esforç conscient per posar-se en fase, ara només podia mantenir la seva solidesa mitjançant un acte de voluntat conscient. Els X-Men van demanar ajuda a Mister Fantastic d'els Quatre Fantàstics, però Richards inicialment es va negar perquè no estava segur que pogués ajudar.
Sense tenir cap altre lloc on anar, els X-Men es van dirigir a l'enemic de Richards, el Doctor Doom. Això va crear un dilema moral tant per als X-Men com per als Quatre Fantàstics, i ambdós equips van enfrontar-se perquè els Quatre Fantàstics estaven intentant aturar el tractament mentre els X-Men estaven decidits a salvar la vida de la Kitty. Al final, tant la crisi personal dels Quatre Fantàstics com la vida de Shadowcat es van salvar després que Franklin Richards, amb l'ajuda de Lockheed, va portar ambdós equips a la raó. Doom i Richards van col·laborar i Kitty va recuperar el control total sobre el seu poder.

### Excalibur
Entre els altres ferits i portats a l'Illa de Muir hi havia Colossus i Nightcrawler, tot i que Colossus va deixar el Regne Unit poc després per unir-se a la resta dels X-Men en la seva missió de lluitar contra l'Adversary. Els X-Men van sacrificar les seves vides per derrotar l'Adversary, la batalla i el seu sacrifici van ser televisats i emesos a tot el món. Els X-Men van ressuscitar més tard, fet desconegut pel món en general, però van optar per mantenir un perfil baix i perpetuar la creença que encara estaven morts. Aquesta estratègia es va fer per lluitar amb més eficàcia contra els seus enemics. Això significava evitar el contacte amb amics i familiars, inclosa Kitty. Pensant que els X-Men estaven morts, Kitty i Nightcrawler es van unir a Rachel Summers, Captain Britain i Meggan per formar l'equip britànic Excalibur després d'una aventura en què van salvar Rachel de la Technet. Durant un breu temps, la Kitty va estudiar a l'escola St. Searle's for Girls a Gran Bretanya. Durant la seva estada amb Excalibur, Kitty es va enamorar del professor Alistaire Stuart que no va ser recíproca donat que ell es va sentir atret per Rachel. Més tard, es va relacionar sentimentalment amb l'antic agent de Black Air Pete Wisdom, poc abans que Colossus s'unís també al grup. En algun moment Kitty va ser reclutada per l'agència internacional d'aplicació de la llei S.H.I.E.L.D. per reparar el sistema informàtic de la seva seu volant. La Kitty va descobrir que el problema es devia al fet que l'esperit d'Ogun s'havia infiltrat al sistema informàtic, i amb l'ajuda de Wolverine, va aconseguir purgar la presència d'Ogun. Durant aquest temps, la Kitty es va sentir atreta per un intern de S.H.I.E.L.D. de la seva mateixa edat, i això la va fer començar a dubtar de la seva relació amb Wisdom. Poc després, va trencar la seva relació amb ell.

### Retorn als X-Men
Després de la dissolució d'Excalibur, Shadowcat, Nightcrawler i Colossus van tornar als X-Men. Mentre tornaven, es van enfrontar a un grup d'impostors seguint a Cerebro, sota la disfressa del professor X. Mentre feia un seguiment de Mystique, va ensopegar amb diaris profètics que pertanyien a Irene Adler, una precognitiva. Durant un període de sis mesos, Kitty va visitar Genosha. El que va viure allà és desconegut (encara que presumiblement està relacionat amb el seu pare, que vivia a Genosha en aquell moment), però va tenir un efecte profund en ella. Es va tallar els cabells i va començar a actuar de manera rebel, utilitzant també una de les urpes d'os de Wolverine trencades durant la batalla com a arma. Kitty va romandre amb els X-Men durant un temps abans de marxar després de l'aparent mort de Colossus. Intentant donar-se una vida normal, va assistir a la Universitat de Chicago. Durant aquest temps, el seu pare va ser assassinat quan els Sentinels de Cassandra Nova va destruir Genosha. Kitty més tard troba una gravació de la seva mort a causa de l'exploració d'imatges de l'atac. També va ser segrestada per William Stryker, però l'equip de X-Treme X-Men la va ajudar a escapar, i ella els va ajudar en diverses missions.
Al començament de l'etapa de Joss Whedon a Astonishing X-Men, Kitty torna a unir-se als X-Men, tot i tenir reserves extremes sobre treballar amb l'antiga Reina Blanca, donada la seva història. Aquesta va ser la raó principal per la qual la mateixa Frost volia que la Kitty fos a l'equip, per "seguretat". En una de les primeres missions de l'equip, Shadowcat va descobrir que Colossus estava viu. Després d'algunes incomoditats inicials, la Kitty i el Colossus van reprendre la relació que van consumar finalment.
Les projeccions mentals creades per una part de la consciència de Cassandra Nova, que s'havia allotjat a la ment d'Emma, van utilitzar la telepatia d'Emma per orquestrar la fugida de Nova. La Kitty va enderrocar personalment en Frost i la va empresonar, només per caure sota un engany telepàtic. Sota aquesta il·lusió, a la Kitty se li va fer creure que ella i Colossus havien concebut un nen que els X-Men es van endur més tard perquè les seves potencials habilitats mutants suposadament eren perilloses. La Kitty va reaccionar amb l'engany intentant rescatar el nen d'una "caixa" gairebé ineludible a les profunditats de l'escola, sense saber que en realitat estava alliberant Stuff, que contenia la consciència atrapada de Cassandra Nova. Kitty es va esfondrar immediatament després, conduïda a la inconsciència després que Nova intentés transferir la seva ment al cos de Kitty des del cos d'Emma.
Més tard, Kitty estava amb un grup d'X-Men portats al planeta Breakworld per Abigail Brand de S.W.O.R.D. Kitty va tractar d'aturar una bala enorme que va ser llançada cap a la terra pels habitants de Breakworld. En un gest heroic, la Kitty es va posar en fase amb la bala per evitar la destrucció del planeta. Es creia que podria haver estat permanentment fusionada amb la bala i va ser donada per morta.
S.W.O.R.D. va aconseguir fer un seguiment de la bala gegant utilitzant un satèl·lit que va caure a l'òrbita de la bala. Com que el disseny de la bala s'anava endurint a mesura que passava el temps, es feia cada cop més difícil trencar la bala. Quan alguns viatgers d'asteroides es van escampar pel camí de la bala semblava que la bala anava a destruir els milers de formes de vida dels asteroides, però la bala els travessava gradualment, revelant que la Kitty seguia viva.

### Retorn a la Terra
Uns mesos després, Magneto va anar al cim del mont Tamalpais i va utilitzar els seus poders per portar-la de tornada a la Terra, però gairebé va morir en l'acte de trencar la bala. Quan la Kitty estava a punt d'abraçar en Colossus, va passar a través seu i no va poder parlar. Va ser col·locada en una unitat de contenció per assegurar-se que pogués ser restaurada al seu estat anterior a quan la van portar a Breakworld.

## Poders i habilitats

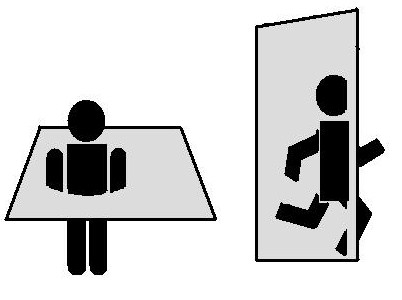
El professor de física, James Kakalios, ha intentat fer servir la mecànica quàntica per explicar el poder "progressiu" de Kitty Pryde. Ho ha descrit com una capacitat per controlar la seva pròpia "funció macroscòpica d'ona quàntica, augmentant la seva probabilitat de túnel fins a prop del 100 per cent a voluntat".

Kitty és una mutant amb la capacitat de passar per la matèria sòlida passant les seves partícules atòmiques pels espais entre els àtoms de l'objecte per on es mou. D'aquesta manera, ella i l'objecte pel qual passa es poden fusionar temporalment sense interaccionar, i cadascun queda intacte quan Shadowcat ha passat per l'objecte. Aquest procés és anomenat “phasing” (passar en fase) o túnel quàntic i la fa gairebé intangible al tacte físic. Shadowcat passa a través d'objectes a la mateixa velocitat amb què es mou abans d'entrar-hi. Com que no és capaç de respirar mentre es troba dins d'un objecte, només pot passar de forma contínua a través d'objectes sòlids (com quan viatja sota terra) mentre que pugui retenir l'alè. Tanmateix, s'han presentat representacions contràries de la durada de la seva capacitat de fase, com per exemple quan ha travessat quilòmetres dins d'un objecte. L'ús de les seves habilitats també interfereix en qualsevol sistema elèctric al seu pas pertorbant el flux d'electrons d'àtom a àtom, inclosos els sistemes bioelèctrics de cossos vius si es concentra de la manera correcta. Típicament fa que les màquines funcionin malament o es destrueixin a mesura que passa per elles i pot provocar xoc i inconsciència en els éssers vius.
Utilitzar el seu poder va començar com una habilitat opcional, però durant un període (més de deu anys de còmics publicats, aproximadament dos anys de continuïtat) Kitty va existir en un estat naturalment "en fase" i va haver de triar conscientment fer-se sòlida. Kitty ha tornat a la seva forma original i normalment és sòlida i ha de triar utilitzar el seu poder. Mentre es troba en fase, no camina físicament per superfícies, sinó que interacciona amb les molècules d'aire per sobre d'elles, la qual cosa la permet ascendir i descendir, fent que sembli caminar en l'aire. Mentre es troba en fase, és immune a la majoria d'atacs físics i presenta mostres inconsistents d'alguna resistència a la telepatia. La densitat d'alguns materials (com l'adamantium) pot resultar-li perjudicial pel seu estat en fase, provocant que es pugui desorientar greument o experimentar dolor si intenta passar-los. Alguns atacs energètics també resulten problemàtics per a Kitty. Per exemple, una explosió d'energia disparat per Harpoon, un membre dels Marauders, va fer que perdés la capacitat d'esdevenir totalment tangible durant mesos. Els éssers màgics i la màgia també la poden perjudicar en el seu estat gradual, com es demostra en una batalla amb un dimoni N'Garai les urpes de la qual no deixaven empremtes visibles, però van causar un fort dolor a Kitty al seu cos intangible. Kitty també pot estendre els seus poders a la fase d'altres persones i objectes. És capaç de passar en fase amb almenys unes altres sis persones (o objectes de massa similar) amb ella, sempre que estableixin i mantinguin el contacte físic amb ella. Pot estendre el seu efecte de fases a la seva pròpia roba o a qualsevol altre objecte amb massa fins a la d'un camió petit, sempre que romangui en contacte amb ella. Kitty també pot fer que els objectes siguin intangibles mantenint el contacte amb ells. Ha amenaçat de deixar la gent en forma de paret en un mur, i va utilitzar el seu poder ofensivament per perjudicar el Technarch Magus i a Danger. Els poders de Kitty semblen haver augmentat amb els anys. Durant un arc d'una història de X-Treme X-Men, en què és segrestada pel reverector William Stryker, es queda fora de sincronització amb la rotació de la Terra per passar d'un lloc del món (només a l'est o a l'oest) a un altre aparentment instantàniament. Al clímax d' Astonishing X-Men, Kitty possa en fase una bala composta de 10 milles (16 km) de llargada de metalls extraterrestres super-densos a través de tot el planeta Terra. Aquesta gesta li va causar un esforç considerable, i es va quedar atrapada a la bala. A més, originalment a Kitty li era difícil o impossible posar en fase només una part del cos. A l'arc de la història Days of Future Past, va ser posseïda per una contrapartida futura seva més gran, permetent-se que es solidifiqués només amb la seva espatlla al trepitjar la resta del cos a través de Destiny, una explotació explícitament més enllà de les habilitats de la Kitty de 13 anys. Per contra, a l'etapa de Joss Whedon a Astonishing, podia colpejar i xutar a algú que es troba a l'altre costat d'una paret, posant en fase i traient-se selectivament les parts del cos necessàries per fer-ho. Fins i tot pot córrer i saltar a través d'un oponent armat, agafant l'arma al seu pas, la qual cosa suposadament requereix que solidifiqui només la superfície dels palmells de les seves mans i, de seguida, posi en fase tant els palmells com l'arma.
A més dels seus poders mutants, Kitty és un geni en el camp de la tecnologia aplicada i la informàtica. Té un gran talent en el disseny i l'ús de maquinari informàtic. És una pilot especialitzada en aeronaus de motor de pistons i jet, i una pilot competent de determinats vehicles avançats interestel·lars. Abans havia demostrat una capacitat única de manejar la Soulsword (l'espasa ànima de Magik) i també perjudicar-la. Des de la seva possessió pel dimoni ninja Ogun, s'ha mostrat constantment com una excel·lent combatent cos a cos, des de llavors ha estat dotada de tota una vida de formació en arts marcials dels ninja i samurais japonesos.
És ballarina de nivell professional tant en ball com en dansa moderna. Parla amb fluïdesa anglès, japonès, rus i idiomes reials i estàndard dels aliens Shi'ar i Skrull, i té una experiència moderada en gaèlic, hebreu i alemany.
Kitty també comparteix una connexió mental / empàtica amb el seu drac Lockheed; tant ella com el drac alienígena poden "sentir" de vegades la presència de l'altre i generalment entendre els seus pensaments i accions.
Quan Kitty va utilitzar el vòrtex negre, els seus poders es van augmentar a una escala còsmica convertint-la en un ésser similar a un déu. Aparentment també podia traspassar entre els plans del multivers i era immune als efectes de l'espai. La seva aparença podia canviar, però la seva forma natural semblava més aviat gasosa.

## Altres versions
A més de la seva encarnació principal, Kitty Pryde ha estat representada en altres universos de ficció. A continuació s'esmenten alguns dels més destacats.

### Age of Apocalypse
A la línea temporal Age of Apocalypse, Kitty creix en circumstàncies dures i això es reflecteix a la seva naturalesa. Ella porta el cabell curt, ropa ajustada i fima cigarretes. Els seus pares són assassinats als sacrificis de Chicago, i és reclutada per la força per l'exèrcit de Apocalypse, però més tard rescatada per Colossus. Magneto posa a Kitty en un període de formació juntament amb Weapon X, amb l'esperança de convertir-se en l'assesina dels X-Men. Ella posseeix un conjunt de peces retràctils artificials al voltant de cada canell per imitar l'estil de lluita de el seu mestre. Després de la lluita entre Colossus i Magneto, Kitty se'n amb Coloso, amb qui s'ha casat.

### Days of Future Past
A la línea temporal Days of Future Past (Terra-811), utilitza el nom de Kate Pryde. Kate intenta recular en el temps per evitar l'assassinat del senador Robert Kelly per Mystique i la Brotherhood of Evil Mutants. Ella aconsegueix, només crear una línia de temps separada on encara es produeixen alguns dels esdeveniments del seu passat. Després de tornar al seu propi temps, Kate ajuda a Rachel Summers a escapar a la línia de temps que acaba de crear. Capturada per Sentinels, Kate s'escapa passant en fase pel collar inhibidor i cau en un ordit del temps, fent que es fusioni amb el Sentinel que l'estava escanejant i arriba a la línia del temps que Rachel habita. La ment de Kate s'instal·la en un cos petit, de metall, esfèric per fora, i es coneix com a Widget. Després d'unes quantes aventures en aquesta línia de temps, Kate recupera la seva memòria i torna a la seva línia de temps original, on és capaç de reprogramar els Sentinels sentenciats per protegir la vida, posant fi a la seva tirania.

### Exiles
Diverses versions de Kitty Pryde apareixen a la sèrie Exiles.

### Ultimate
La versió a Ultimate apareix per primera vegada a Ultimate X-Men #21 amb 14 anys. És un dels personatges amb més aparicions d'aquesta línea temporal i durant un temps té una relació amb el Spider-Man d'aquest univers, Després dels fets de Ultimatum adopta la identitat de Shroud.

### X-Men Forever
A la sèrie X-Men Forever vol.2, Kitty i Nightcrawler han deixat de pertànyer a Excalibur i van tornar als X-Men després dels esdeveniments narrats a X-Men #1-3, molt abans de quan ho van fer a l'Univers Marvel.

### X-Men: the End
Al futur de X-Men: The End, Kitty Pryde es converteix en alcalde de Chicago i després en Presidenta dels Estats Units. Té tres fills: Meredith, i bessons deu anys més joves, Sara and Doug, no s'esmenta el nom del pare, que va morir protegint-la d'un intent d'assssinat.

## En altres mitjans

### Televisió
- Kitty Pryde va aparèixer com a Sprite a l'episodi "The X-Men Adventure" de Spider-Man and His Amazing Friends, protagonitzat pels X-Men, doblada originalment per Sally Julian. Prèviament també havia aparegut amb el seu vestuari de curta durada d'"Ariel" al cameo dels X-Men com a grup al final de l'episodi "The Education of a Superhero" (L'educació d'un superheroi).
- Kitty Pryde (va ser doblada per Kath Soucie al one-shot animat Pryde of the X-Men, on apareixia com el membre més nou de l'equip. Ella era una nova recluta de l'equip i inicialment tenia por de Nightcrawler, a causa del seu aspecte demoníac. Ella i Nightcrawler després aconseguien derrotar a Magneto. Una vegada que aparentment Nightcrawler mor a causa d'haver-se sacrificat aparentment, Kitty comença a plorar fins a descobrir que està viu i té relacions positives pels seus companys d'equip, excepte Wolverine. Com que el pilot va ser un fracàs i el personatge havia perdut protagonisme en els còmics en aquell moment, no es va fer servir en les següents sèries de televisió X-Men, ni tan sols en cameos. Jubilee la va substituir per donar el punt de vista del personatge jove i en les adaptacions de les històries que la van implicar.[67]
- A la sèrie d'animació X-Men: Evolution, Shadowcat és un personatge principal, que es mostra com una adolescent que segueix les modes de l'equip i que té un interès romàntic amb el membre de la fraternitat Lance Alvers. Shadowcat salva a Wolverine en l'episodi de la primera temporada "Grim Reminder", on sense voler es va allunyar amb Nightcrawler mentre es trobava a la merla negra sense saber que estava començant a pilotar el jet. També se li demostra que va desenvolupar una estreta amistat amb Nightcrawler, malgrat que al principi va mostrar un disgust per la seva aparença. A més de Nightcrawler, es demostra que va formar una amistat amb Rogue i Spyke. El seu disgust inicial pel seu aspecte canvia després que Rogue resultés greument ferit, mentre ella i la resta dels X-Men intentaven reclutar-la. En aquesta sèrie, no té Lockheed per a una mascota, però se li mostra preferint dormir amb un drac farcit en lloc d'un peluix. Tot i que té un interès puntual en el delinqüent noi mutant Lance Alvers, a la primera etapa de la sèrie mostra interès per Ciclop. Després que Rogue sigui reclutat, serveix de suport per iniciar una relació romàntica amb Scott i desenvolupa una amistat amb ella, malgrat les seves diferències. Quan Avalanche intenta unir-se als X-Men de l'episodi de la segona temporada "Joyride", tracta d'ajudar-lo i mostra una atracció addicional per a ell mentre ell i els altres membres de l'equip júnior. Després que ell li informi que alguns membres del grup han iniciat una alegria a la merla negra i l'ajuda a evitar catàstrofes, ella el defensa fermament un cop acusat per Cyclops de ser responsable. Quan Avalanche comença a sortir, Shadowcat li dona un breu petó abans de la seva sortida. La seva relació continua amb els dos anant a una dansa escolar, parlant per telèfon i anant al centre comercial. Tot i estar al costat de la Germandat, Avalanche intenta protegir a Kitty en la lluita contra la Bruixa Escarlata. A la temporada 3, la relació de Kitty i Lance finalitza breument després que Brotherhood i Mystique exploten la X Mansió i són en part els responsables de l'exposició de mutants. Kitty crida a Lance un "capó" després que ataca la secundària i diu "mai no serà prou bo per a ella". Tots dos es veuen tristos amb aquests comentaris. A la quarta temporada, els X-Men intenten fer servir els seus poders per danyar una de les cúpules de l' Apocalipsi i falla, en lloc de ser electrocutats breument. En el cinquantè episodi de la sèrie, titulat "Ghost of a Chance", es troba amb Danielle Moonstar un cop es mostra a ella mateixa en una seqüència de somni. Una vegada que es desperta, intenta i la troba amb èxit, fent-se amiga amb la noia després d'aprendre que havia estat en animació suspesa durant dos anys. Abans d'això, es descobreix que la seva por es frena gradualment a terra i va més enllà sense controlar cap a on va. Shadowcat té un paper clau en la derrota d'Apocalipsi i demana ajuda a la Germandat. Venen en ajuda seva; mentre Lance i Kitty reprenen la seva relació romàntica. De les sis principals X-Men de la primera temporada de la sèrie, ella és una de les quatre que encara és membre de l'equip en el futur que va veure Charles Xavier mentre es troba en la ment de l'Apocalipsi. Maggie Blue O'Hara va pronunciar Shadowcat.
- Shadowcat apareix a Wolverine and the X-Men, doblada per Danielle Judovits i era estudiant a l'Institut Xavier abans de la destrucció de la X-Mansió i la desaparició del professor X. Quan Wolverine va reformar els X-Men per enderrocar la Mutant Response Division i evitar el desagradable futur controlat pels Sentinels, Kitty es va dirigir al "paradís mutant" de Genosha. Els X-Men van anar a reclutar-la i de seguida es va incorporar a l'equip. Shadowcat apareix com el membre més jove de l'equip i sembla sentir una atracció per Iceman, ja que està gelosa quan crida l'atenció d'aquest Emma Frost[68] i es mostra amb un rostre amorós quan cau sobre Bobby durant una sessió d'entrenament a la Danger Room, tot i que ella s'allunya ràpidament d'ell quan arriba l'Angel. Va fer amistat amb Tildie Soames. En l'últim episodi de la sèrie, utilitza els seus poders per penetrar en un Sentinel controlat per Magneto, amb el qual Beast tenia dificultats. El seu disseny s'inspira en l'aparença del personatge dels còmics Astonishing X-Men, i el seu vestit emula el disseny amb l'aspecte del blau i groc utilitzat en el seu vestuari. Els pantalons curts que porta es basen en les aparicions originals a The X-Men, i a la seva primera aparició quan portava una variant de l'uniforme.
- Shadowcat apareix a l'episodi "And Lo ... A Pilot Shall Come" de "Super Hero Squad Show". Es presenta al costat de Colossus al descobrir la Gran Muralla que separa la Super Hero City de Villainville i ajuda els ciutadans als Refugis de S.H.I.E.L.D.. A l'episodi "Mysterious Mayhem at Mutant Academy", utilitza Lockheed per perseguir a Reptil i els hipnotitzats X-Men fora del lavabo de les noies.

### Motion comics
- Shadowcat apareix a Astonishing X-Men, amb les veus originals d'Eileen Stevens i, més tard, Laura Harris.[69]

### Pel·lícules
- A la pel·lícula X-Men, té un petit cameo, interpretat per Sumela Kay. El senador Kelly fa referència a ella com la "noia a Illinois que pot travessar les parets". Es mostra a la classe de Xavier quan entra Wolverine; torna pels seus llibres que s'havia deixat, els agafa i passa per la porta de la sortida. Xavier respon amb un alegre "Adéu, Kitty" mentre Wolverine s'ho mira, sorprès.
- A X2, té una breu aparició interpretada per Katie Stuart. Es mostra a través de parets i a través de persones per escapar de les forces militars de William Stryker durant el seu atac a la Mansió X. Una altra escena la mostra caient del seu llit per evitar un assalt. Comparteix habitació amb Siryn; a la novel·la, s'afirma que això és degut al fet que la seva capacitat de fase la protegeix parcialment del crit de Siryn. Quan el president dels Estats Units pregunta al professor Xavier com va aconseguir els fitxers que li va donar, Xavier respon que coneix una nena petita que pot travessar parets.

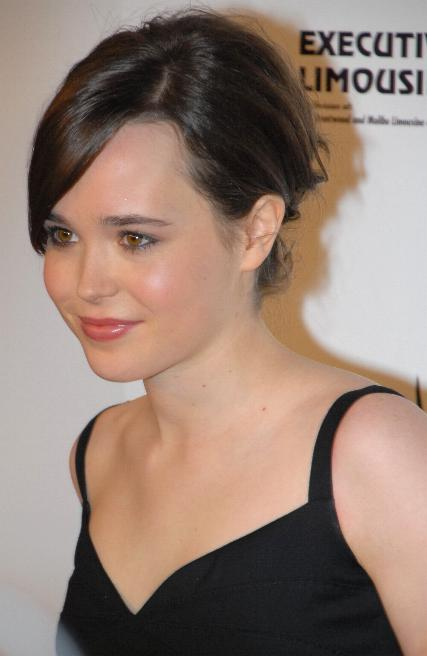
Ellen Page el 2007.

- A X-Men: The Last Stand, és interpretada per Ellen Page i té un paper central. Ella és una rival de Rogue per les atencions romàntiques d'Iceman, ja que la seva estreta amistat i el seu petó (en una escena suprimida) fan que Rogue estigui cada cop més gelosa i frustrada. També s'uneix als X-Men a la batalla a l'illa d'Alcatraz, desvinculant-se de la batalla per salvar a Leech del Juggernaut. En la novel·lització de la pel·lícula, es fa pensar que en algun moment Kitty va mantenir una relació romàntica amb Colossus, però que ja feia temps que l'havia oblidat sentimental, tot i que Colossus sembla que encara manté sentiments cap a ella.
- Ellen Page reprèn el seu paper a X-Men: Days of Future Past.[70] Pryde és la mutant principal a la que recorren perquè ha desenvolupat un nou poder.[71] En aquesta pel·lícula pot enviar la consciència d'una altra persona al seu cos en el passat. Al començament de la pel·lícula, ella ha estat utilitzant aquesta capacitat per enviar de forma reiterada a Bishop quatre dies enrere en el temps cada vegada que els Sentinels atacaven, d'aquesta manera advertia l'equip i evitava que els detectessin impedint així que el grup s'hi enfrontés. Per evitar la creació dels Sentinels, torna a enviar Wolverine al 1973, i va resultar greument ferida quan Wolverine es veure alterat violentament a causa dels fets del 1973. Després que la línia de temps es va modificar amb èxit, es veu a Kitty ensenyar a una classe a la X-Mansió amb Colossus. En el llançament alternatiu de la pel·lícula, anomenat The Rogue Cut, les lesions de Kitty per haver enviat Wolverine de tornada al resultat passat van provocar que els X-Men rescatessin Rogue per prendre el relleu. Rogue absorbeix els poders de Kitty i es fa càrrec, estabilitzant Wolverine, i Kitty ajuda a Magneto a fugir d'un atac dels Sentinels.[72]
- El gener de 2018, es va anunciar que es desenvolupava una pel·lícula en solitari de Kitty Pryde, amb Tim Miller adjunt com a director i Brian Michael Bendis com a escriptor,[73][74][75] però el març de 2019, després de la compra de Disney del 21 Century Wox, l'executiva de Fox, Emma Watts, va descriure The New Mutants com la pel·lícula final de la sèrie X-Men, posant així fi al desenvolupament de la pel·lícula de Kitty Pryde.[76]

### Videojocs
- Kitty Pryde apareix en el joc d'arcades de vídeo X-Men de Konami de 1992, com un personatge no jugable (NPC). En aquest joc, que no és conegut com a "Sprite"; en canvi, fa el paper de "donzella en perill", ja que es basa en "Pryde of the X-Men". En la reedició del 2010 del joc, li posa veu Mela Lee.
- Shadowcat és un personatge jugable del joc X-Men II: The Fall of the Mutants.
- Shadowcat apareix com un NPC als X-Men Legends II: Rise of Apocalypse, amb la veu de Kim Mai Guest.[69] Té un diàleg especial amb Colossus (a qui renya per coquetejar amb la Scarlet Witch).
- Shadowcat apareix a X-Men: The Game oficial, de nou amb Kim Mai Guest que reprèn el seu paper.
- Shadowcat és un personatge jugable de Marvel Super Hero Squad Online, amb la veu de Tara Strong.
- A X-Men: Destiny, Gambit esmenta que els U-Men havien capturat Kitty i extret bits del seu poder. Gambit obté un vial d'una substància que permet que el personatge caigui temporalment pel sostre (si el jugador tria l'opció correcta).
- Kitty Pryde és un personatge jugable del joc de Facebook Marvel: Avengers Alliance.
- Kitty Pryde és un personatge jugable del joc d'aplicacions X-Men: Days of Future Past.
- Kitty Pryde és un personatge jugable del MMO Marvel Heroes en línia, amb Danielle Judovits que reprèn el seu paper.[77]
- Kitty Pryde apareix com un personatge jugable de Marvel Future Fight.[78]
- Kitty Pryde apareix com un personatge jugable al Marvel Puzzle Quest.[79]

### Novel·les
- Kitty Pryde apareix a la novel·la crossover Planet X (ISBN 0671019163) entre els X-Men i Star Trek. En ella és examinada per Geordi La Forge, que observa les similituds entre la seva habilitat i el desplaçament del chronon que ell i Ro Laren van experimentar a l'episodi "The Next Phase" de Star Trek: La nova generació.

## Cultura popular
- Kitty Pryde es esmentada a la cançó de Weezer In the Garage i també el seu company d'equip Nightcrawler. Curiosament, a la primera aparició de Kitty Pride, apareix amb un pòster de Kiss a la seva habitació, i en aquesta cançó Weezer diu que té al seu garatge un pòster de Kiss.[80]
- També se l'esmenta en la cançó de Dinosaur Jr. Missing Link.[81]
- El nom de Kitty Pryde s'esmenta en la cançó de ... And You Will Know Us by the Trail of Dead, An ounce Of Prevention.
- A la pel·lícula de Spike Lee 25th Hour, el personatge d'Edward Norton expressa el seu desig d'evitar la presó al afirmar que desitjaria travessar parets com la noia de X-Men."[82]
- L'últim vers de "H! Vltg3" de Linkin Park fa referència a Kitty Pryde, així com Ciclop i Jean Grey.[83]
- Buffy the Vampire Slayer segons el seu creador Joss Whedon ha reconegut tenia a Kitty Pryde com a inspiració.[84]
- A Gènesi, el primer episodi de la sèrie de televisió Herois, el personatge de Hiro Nakamura esmenta específicament a Kitty Pryde viatjant en el temps. No obstant això, cita erròniament el número com a The Uncanny X-Men #143 per a la història que té lloc a The X-Men #141-The Uncanny X-Men #142.[85] Després és corregit per la seva companya Charlie Andrews, qui té el poder de la memòria eidètica.
- Apareix al joc de Monopoli My Marvel Heroes, però amb el cognom mal escrit "Pride".
- A la paròdia de superherois Superhero Movie, el Sr. Xavier (interpretat per Tracy Morgan) parla de la seva escola pels joves com una super potència, afirmant que "Tenim nens que poden caminar per les parets!" Una nena llavors entra en fase a través d'una paret, una referència a Kitty Pryde.
- Al còmic web "Diesel Sweeties" de R Stevens, Maura Glee compra una aplicació "Kitty Pryde" per al seu iPhone per poder així caminar per les parets enlloc de xocar amb elles, mentre llegeix els missatges de text.[86]

## Recepció
Kitty Pryde ha estat ben rebuda com a personatge de còmics i com a membre dels X-Men. La revista Wizard la va situar al número 13 de la seva llista de 200 Greatest Comic Characters of All Time (200 personatges de còmic més grans de tots els temps). Va ser el personatge còmic femení millor classicat de la llista superant personatges com Wonder Woman, Buffy Summers i She-Hulk. IGN la va situar com a 47a més gran heroi de còmics de tots els temps afirmant que "com a escriptors de X-Men sovint han trobat útil introduir reclutats de joves per compensar els experimentats membres de l'equip, Kitty Pryde va establir la norma quan va debutar, i cap l'ha superat". IGN va classificar Kitty Pryde #3 en la seva llista Top 25 X-Men from the Past 40 Years (25 millors X-Men dels últims 40 anys) i la va descriure com a noia comuna convertida en superheroïna. Marvel.com la va classificar com el desè més gran membre dels X-Men afirmant que "indiscutiblement, la dinàmica dels X-Men va canviar completament quan la jove adolescent Kitty Pryde es va incorporar a l'equip a principis dels anys vuitanta"; Marvel.com també va afirmar que tot i que Kitty des de llavors va florir en una dona de maduresa i poder considerables, segueix sent el punt d'accés als X-Men per a infinitat de lectors. Una llista posterior al lloc web de Marvel, que va classificar els 50 millors personatges de X-Men, la va situar en primer lloc, citant la facilitat d'identificar-se amb ella per a l'audiència i el seu desenvolupament al llarg dels anys.